# Francesco Agnifili
Francesco Agnifili (... – L'Aquila, 20 agosto 1476) è stato un vescovo cattolico italiano.

## Biografia
Appartenente alla famiglia Agnifili, figlio di Nicola e nipote di Amico, fu canonico della cattedrale dei Santi Massimo e Giorgio dell'Aquila, referendario della Segnatura apostolica, governatore di Rieti e Terni e cappellano d'onore di papa Paolo II. Il 31 marzo 1472 fu nominato vescovo dell'Aquila al posto dello zio, dopo che questi ebbe rinunciato con regresso; Francesco morì tuttavia prematuramente il 20 agosto 1476, venendo seppellito nella cattedrale cittadina.